# Jenny Seagrove

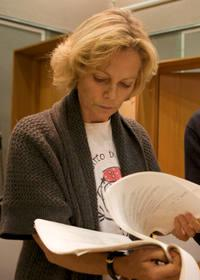
Jenny Seagrove (2009)

Jenny Seagrove (* 4. Juli 1957 in Kuala Lumpur) ist eine britische Schauspielerin.

## Karriere
Ihr Filmdebüt gab Jenny Seagrove in der Hauptrolle der Sally neben Rupert Everett in dem Kurzfilm A Shocking Accident (1982). Noch im selben Jahr folgten eine Hauptrolle in der zehnteiligen Fernsehserie Der Brack Report und eine Nebenrolle in Jerzy Skolimowskis Schwarzarbeit an der Seite von Jeremy Irons. Im Jahr darauf war sie als Meeresbiologin Marina in der melancholischen Komödie Local Hero und als von Piraten entführte Braut in dem in Neuseeland gedrehten Film Insel der Piraten zu sehen. Die Hauptrolle in der Mini-Serie Des Lebens bittere Süße (1984) bedeutete endgültig ihren Durchbruch. Weitere bekannte Filmrollen hatte sie u. a. als junge Ärztin Dr. Sarah King in der Hercule-Poirot-Verfilmung Rendezvous mit einer Leiche (1988) und als schaurige „Titelheldin“ in William Friedkins Horror-Thriller Das Kindermädchen (1990).
In den 1990er Jahren zog sich Seagrove weitgehend von der Filmarbeit zurück und spielte in erster Linie Theater (zumeist an Londoner Bühnen). 2001 übernahm sie die weibliche Hauptrolle in der BBC-Gerichtsserie Judge John Deed an der Seite von Martin Shaw.

## Filmografie (Auswahl)
- 1980: Dead End (Kurzfilm)
- 1982: Schwarzarbeit (Moonlighting)
- 1982: The Brack Report (Fernsehserie, 10 Folgen)
- 1982: A Shocking Accident (Kurzfilm)
- 1983: Local Hero
- 1983: Insel der Piraten (Savage Islands)
- 1984: Diana (Miniserie)
- 1984: Des Lebens bittere Süße (A Woman of Substance, Miniserie)
- 1987: Das Zeichen 4 (The Sign of Four, Fernsehfilm)
- 1988: Rendezvous mit einer Leiche (Appointment with Death)
- 1989: Magie der Liebe (Magic Moments, Fernsehfilm)
- 1989: Alles nur Theater (A Chorus of Disapproval)
- 1989: Die Verlobten (I promessi sposi, Miniserie)
- 1990: Bullseye – Der wahnwitzige Diamanten Coup (Bullseye!)
- 1990: Das Kindermädchen (The Guardian)
- 1991: Spiel gegen den Tod (Deadly Game, Fernsehfilm)
- 1992: Sherlock Holmes und der Stern von Afrika (Incident at Victoria Falls, Fernsehfilm)
- 1999: Ein traumhaftes Missverständnis (Don't Go Breaking My Heart)
- 2001–2007: Judge John Deed (Fernsehserie, 29 Folgen)
- 2009: Lewis – Der Oxford Krimi (Lewis, Fernsehserie, Folge Eine Frage der Perspektive)
- 2013: Der junge Inspektor Morse (Endeavour, Fernsehserie, Folge Alte Liebe)
- 2015: X Company (Fernsehserie, 2 Folgen)
- 2017: Another Mother’s Son
- 2021: Freundinnen fürs Leben (Off the Rails)
- 2024: Hamlet